# Slaveri i Egypten
För slaveri i Egypten under antiken se: Slaveri i forntidens Egypten

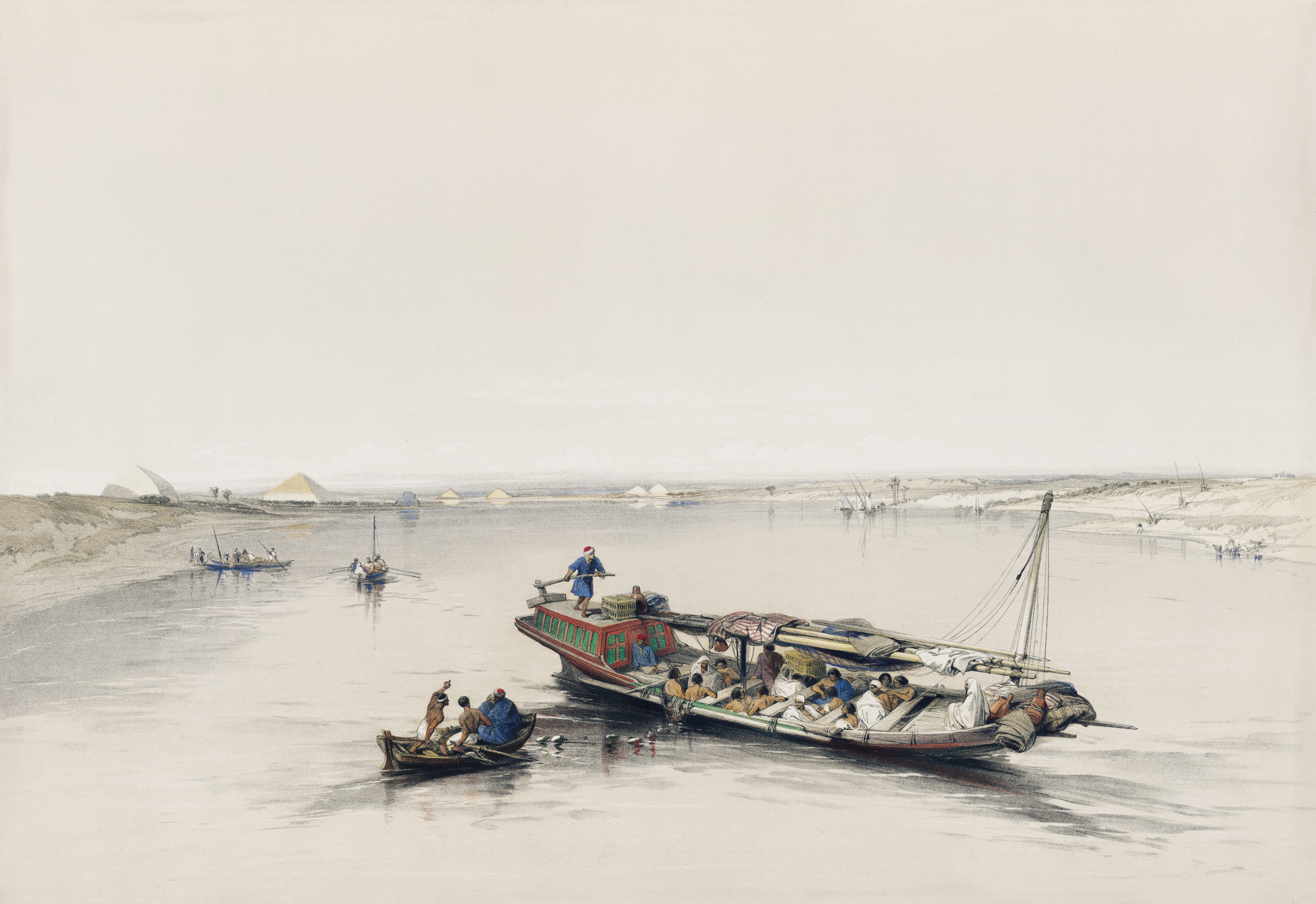
1800-talsscen med slavbåt på Nilen (av David Roberts).

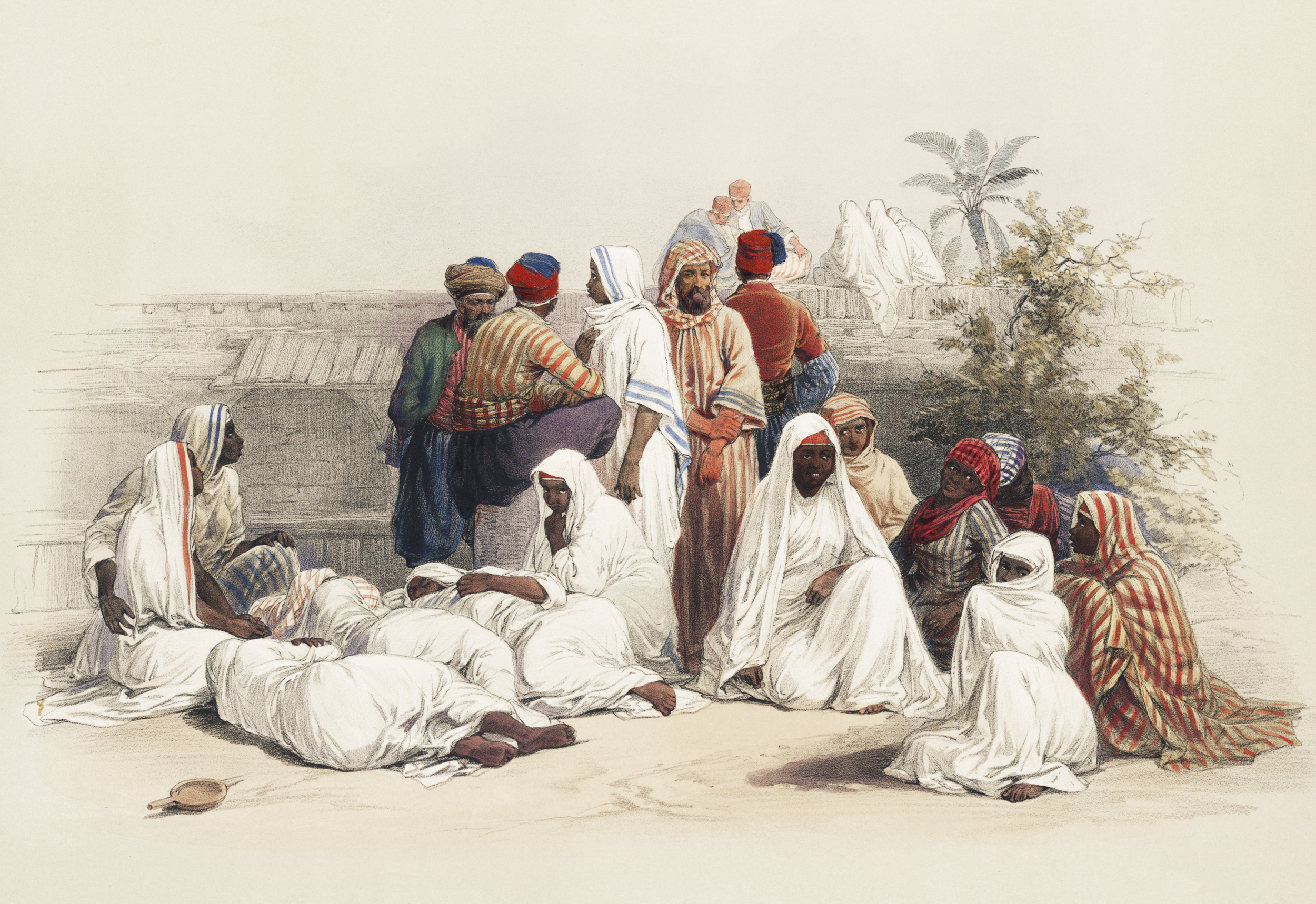
1800-talsscen vid slavmarknaden i Kairo (av David Roberts).

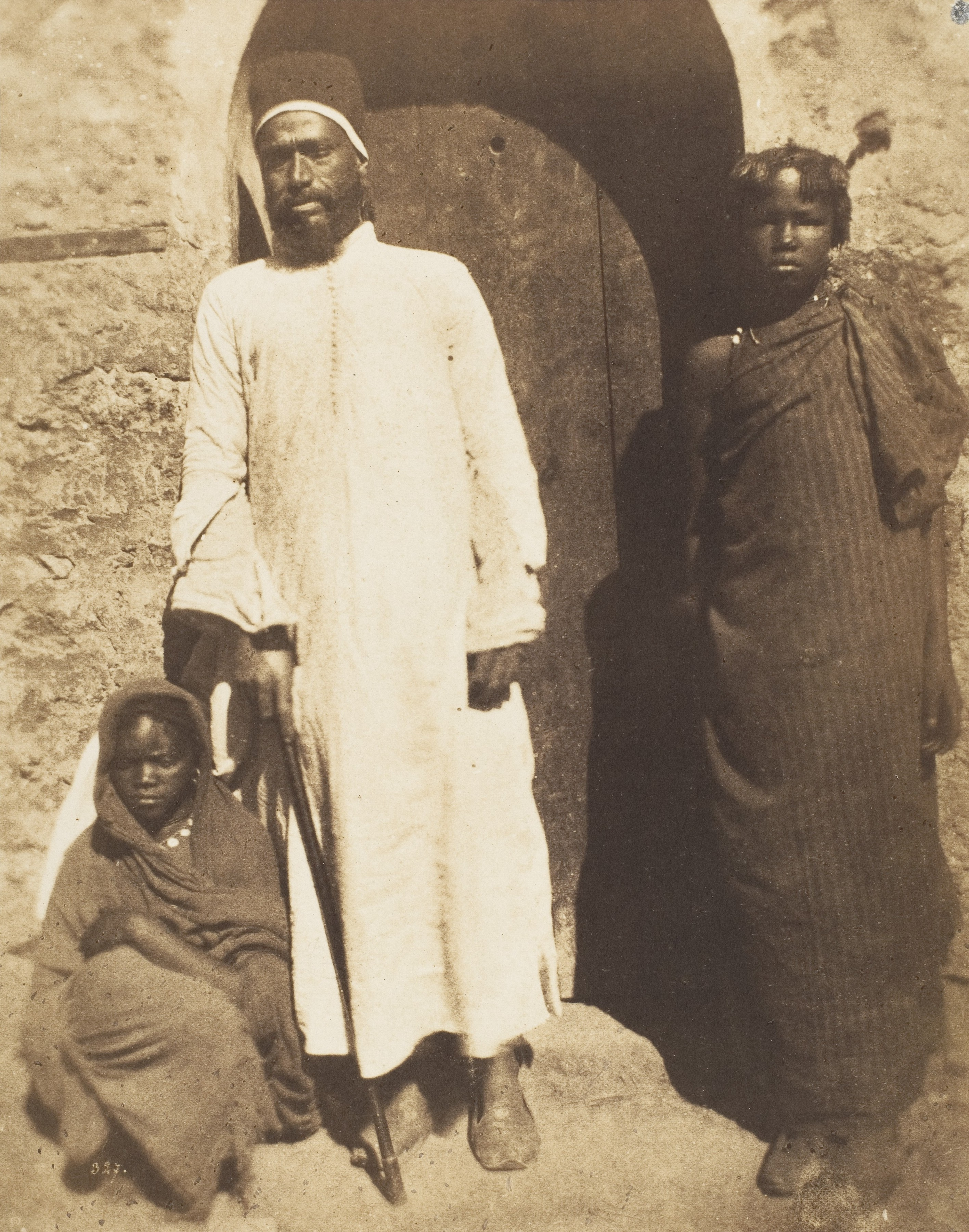
Slavägare med svarta slavar (Kairo, 1852).

Efter att Egypten på 600-talet hade hamnat under muslimskt styre, förändrades slaveriet i Egypten som institution, när reglerna kring slaveri anpassades efter islamiska lagar. Slaveri i Egypten under muslimsk tid skilde sig därför från slaveri i forntidens Egypten
Slaveriet avvecklades gradvis sedan Egypten hade förbjudit slavhandeln 1877-1884 på grund av brittiskt inflytande; efter detta avvecklades slaveriet gradvis eftersom inga nya slavar kunde importeras och existerande slavar fick rätten att ansöka om att bli frigivna, men existerande slavar noterades så sent som på 1930-talet. 

## Historik
Efter att Egypten på 600-talet blivit muslimskt reglerades slaveriet enligt denna religions lagar och seder enligt samma principer som i andra muslimska länder. De specifika omständigheterna kunde dock skilja sig något under de olika epokerna. 
Slavarna i det muslimska Egypten delades huvudsakligen upp i tre kategorier: manliga slavar soldater och byråkrater; kvinnliga slavar till konkubiner; samt kvinnliga slavar och eunucker till hushållsslavar. Slavarna i Egypten under den islamiska epoken kom huvudsakligen antingen från Europa och Kaukasus (och kallades då "vita") eller från Sudan genom den transsahariska slavhandeln (och kallades då "svarta"). 
Egypten var beroende av militärt slaveri, som är bekräftat under fatimidernas tid, då staten var beroende av afrikanska män som slavsoldater. 

### Fatimidkalifatet: 909–1171
Fatimidkalifatet importerade slavar från flera delar av världen. Slaveri spelade en stor roll och både manliga och kvinnliga slavar användes för flera olika ändamål. 
Egypten försågs med afrikanska slavar genom Baqt-fördraget med Sudan. Europeiska slavar (saqaliba) importerades till Egypten genom flera rutter. Slavhandeln i Venedig sålde slavar via Slavhandeln på Balkan och från slavhandeln i Prag. Slavar importerades även från slaveri i al-Andalus.
Manliga slavar användes till olika typer av praktiskt arbete, som eunucker och till militärt slaveri. Slavsoldater kom att växa alltmer i betydelse under denna period. 
Kvinnliga slavar användes enligt sed i den muslimska världen som antingen konkubiner (sexslavar) eller som hushållsarbetare.

### Mamluksultanatet: 1250–1517
Mamluksultanatet var en stor konsument av slaveri. Grunden i statens politiska och militära system bestod av slavsoldater, mamluker. Slaveriet i Mamluksultanatet beskrivs av Ibn Battuta under 1300-talet. 

#### Slavhandel
Mamluksultanatet importerade slavar från flera väderstreck: Afrika, Europa och Centralasien. 
Slavhandeln på Balkan var vid sidan av slavhandeln på Svarta havet den främsta källan för slavsoldater (mamluk), som utgjorde statens militär.
Grekiska slavar, ofta slavflickor, tillfångatogs och såldes av genuesare och turkar i Anatolien, som var ett religiöst gränsland.  
Blivande mamluker importerades kontinuerligt från Centralasien.
Sultan al-Malik al-Nasir (regent 1299-1340), höjde importen av slavar från Rum (bysantinska Anatolien) och Centralasien. 
I slutet av 1300-talet kostade en etiopisk slavinna 300 dirham medan det högsta priset för en slavflicka (normalt en grekisk sådan) var 550 dirham. 
I slutet av 1300-talet skiftade etniciteten för mamlukerna från turkar till cirkasser.
Omkring 1400 nådde islamiseringen av Gyllene Horden en intensiv punkt och Jani Bek förbjöd exporten av turkiska slavar (därefter kallade tatarer) till Egypten. 
Mamlukerna uppfostrades till lojalitet genom att se sultanen som sin far och de övriga mamlukerna som sina bröder.

#### Slavmarknaden
Manliga slavar spelade en stor roll under denna tid när det militära slaveriet hade växt till stora proportioner. Utöver militärt slaveri, förekom också andra funktioner för manliga slavar. Eunucker kom att uppnå en hög ställning i Mamluksultanatet. 
Kvinnliga slavar användes enligt sed i den muslimska världen som antingen konkubiner (sexslavar) eller som hushållsarbetare.
Mamluker skulle vara söner till icke muslimska föräldrar från länder utanför islamiskt styre; de köptes som pojkar, och gick igenom en lång process där de konverterades till islam, uppfostrades till soldater i militärbaracker med avslutning i kharj-ceremonin där de frigavs och tilldelades en tjänst inom armén eller hovet, där de hade möjlighet att avancera och skapa sig en framstående karriär som före detta slav. 
Fördelen att ha slavsoldater var att de förutsattes känna lojalitet mot sin uppdragsgivare snarare än sin familj, och mamluksoldaterna uppfostrades till lojalitet och att se armén som sin familj.
Manliga slavar bestod av flera olika kategorier, och mamlukerna var elitslavar vars villkor skilde sig från manliga slavar som inte var mamluker. En manlig slav kunde under vissa omständigheter få upprätta ett frigivningskontrakt: i sådana fall kunde han arbeta och sköta affärer och tjäna och behålla egna pengar och egendom, men kunde dock inte vittna eller gifta sig utan tillstånd.
Parallellt med pojkar importerades också flickor som användes till antingen konkubiner eller tjänsteflickor, men informationen om dem är mer bristfällig.
Trots att mamlukerna var de mäktigaste och mest berömda slavarna i Mamluksultanatet, var i själva verket kvinnliga slavar, som användes i hushållet, alltid fler än manliga, och elithushåll innehöll alltid fler slavinnor än slavar, vilket har gjort att slaveriet i Mamluksultanatet har kallats ett kvinnligt fenomen.
Om en slavägare erkände det barn han fick med en slavinna, vilket var frivilligt, blev barnet hans arvinge och slavinnan blev en umm walad; hon kunde inte länge säljas, kunde fortfarande lånas eller hyras ut och exploateras sexuellt, och hennes ägare kunde frigiva och gifta sig med henne - men hon blev automatiskt frigiven vid sin ägares död.

#### Rasism
Slavar med olika etnicitet ansågs ha olika egenskaper och vara lämplig för olika uppgifter på grund av sin etnicitet. In al-Amshati beskrev afrikaner som sjukliga och svaga men med stark karaktär och lämpliga som hushållsslavar; männen var tålmodiga och lydiga, kvinnorna mer lätthanterliga men barnen elaka tjuvar, och noterade att mamlukerna använde afrikaner för att sköta deras hästar och hämta mat åt dem. Greker (Rumi) beskrevs ifråga om män som personer med gott uppförande och sinne för vetenskap, och ifråga om kvinnor som oförskämda men passande för hushållstjänster.

### Osmanska Egypten: 1517–1805

#### Militärt slaveri
Mellan 1517 och 1805 var Egypten en osmansk provins som styrdes av osmanska guvernörer. Guvernörerna liksom den styrande egyptiska ämbetsmanna-aristokratin bestod av mamluker, som tekniskt sett var slavar eller åtminstone hade varit det. Den militära klassen bestod även den av slavsoldater, mamluker. Mamlukerna kom företrädesvis från Kaukasus, Centralasien och ibland, i mindre grad, från Balkanhalvön. 

#### Haremsslaveri
Mamlukerna kallades "vita" och föredrog att gifta sig och skaffa barn med kvinnor av liknande etnicitet. De köpte konkubiner till sina harem som kallades "vita" och företrädesvis kom från Kaukasus eller Georgien (i mindre grad även från Europa), medan svarta kvinnor användes som hushållsarbetare.  Flickor från Europa tillfångatogs genom slavhandeln på Barbareskkusten och slavhandeln på Krim, medan flickor från Kaukasus vanligen såldes till slavhandlare av sina fattiga föräldrar.
Enligt vanlig islamisk sed blev de initialt konkubiner i haremet hos den man som köpte dem, som ibland frigav dem och gifte sig med dem, eller frigiven som umm walad om de födde ett barn till sin ägare. Inom den mamlukiska aristokratin var det vanliga att gifta sig med sina konkubiner och även med konkubiner eller änkor till andra mamluker, något som betraktades som en metod för alliansbyggande inom den dåvarande egyptiska överklassen. Ett typiskt exempel var när Murad Bey gifte sig med Nafisa al-Bayda, änka efter Ali Bey al-Kabir.

### Khedivatet Egypten 1805-1914

#### Jordbruksslavar
Under Muhammad Alis regeringstid började sudanesiska slavar användas för jordbruksarbete i stor skala. Detta var tidigare okänt och uppkom i samklang med att bomullsindustrin i Egypten började växa i början av 1800-talet, särskilt efter samband med det amerikanska inbördeskriget, då många bomullsplantager anlades i Egypten, ofta ägda av medlemmar av den regerande dynastin. År 1869 uppskattas Ismail Pascha och hans familjemedlemmar äga mellan 2000 och 3000 sudanesiska slavar som arbetade på deras bomulls- och sockerplantager i Övre Egypten. 

#### Haremslaveri
Khedivatet Egypten var tekniskt sett en provins i Osmanska riket, och vicekungens (khedivens) harem var organiserat efter det kejserliga haremet. Varje hustru eller konkubin i haremet fick endast föda en enda son, varefter det sexuella samlivet avslutades.
Khedivens harem bestod av hundratals upp till tusen kvinnliga slavar och fyra officiella hustrur (hanim), alla övervakade av khedivens mor (walida pasha). Tekniskt sett var alla haremslavinnor khedivens konkubiner, men i verkligheten fungerade de flesta av dem tjänare till khedivens mor och hustrur.  Endast en liten del av dessa slavinnor kunde väljas ut av khedivens mor att bli hans personliga tjänare, det vill säga konkubiner i praktiken, och därmed kanske hans hustrur: dessa blev frigivna i egenskap av umm walad om de födde hans barn. De slavinnor som tjänstgjorde som tjänare blev ofta frigivna och sedan bortgifta med manliga slavar, som hade utbildats till att bli militärer och ämbetsmän, innan dessa tillträdde sitt arbete, för att säkerställa deras lojalitet till khediven.
Den dåvarande egyptiska tjänstemanna-aristokratin hade samma typ av harem i mindre skala, där de på samma sätt gifte bort en del av sina slavinnor med manliga protegéer.
De flesta haremskvinnor kom från Kaukasus eller Georgien och kallades "vita slavar".  De såldes vanligen av sina föräldrar till slavhandlare (slavhandeln på Svarta havet).  
Detta system började långsamt undermineras efter 1873, när Tewfik Pasha ingick ett monogamt äktenskap med Emina Ilhamy och införde en tronföljd som gynnade monogami. Samtidigt avskaffade Osmanska riket genom tanzimatreformerna systemet att uppfostra manliga slavar till soldater och byråkrater och istället utbildade fria män till dessa yrken.

#### Militärt slaveri
Under 1800-talet lät Egypten utveckla ett omfattande system där de bemannade sin armé med slavar från Sudan, som då tillhörde Egypten. De turkiska och albanska soldater, som användes i den egyptiska armén enligt osmanskt mönster, vägrade i längden att tjänstgöra för att hålla provinsen efter att Egypten hade lagt Sudan under sig. Muhammad Ali lät 1820 i stor skala tillfångata män i Sudan och träna dem till soldater. Han lät träna dem under befäl av en fransk officer, Octave-Joseph Anthelme Sève, i Aswan. De sudanesiska männen vaccinerades, tvångskonverterades till islam. Ungefär 30.000 män tillfångatogs mellan 1822 och 1823, av vilka 3000 avled under transporten från Sudan till Egypten och av sjukdomar under ankomsten och vid träningen. Egypten begärde 3000 slavar för varje egyptisk soldat som sändes till Sudan. De sudanesiska slavarna avled dock i så stora antal att dessa siffror inte kunde upprätthållas, vilket gjorde att Muhammad Ali till slut började rekrytera infödda egyptier för att bemanna sin armé.

## Avskaffande
Egypten blev formellt en självstyrande provins under Osmanska riket 1867, och sedan ett självstyrande brittiskt protektorat 1882. Det innebar att britterna, som redan hade avskaffat slaveriet i sitt imperium, kom att intressera sig för slaveriet i Egypten. 
Den anglo-egyptiska slavhandelskonventionen av år 1877 förbjöd formellt importen av slavar till Egypten från Sudan.  Egypten fick vid denna tidpunkt nästan alla sina manliga slavar från Sudan. Detta förbud följdes av 1884 års förbud av importen av vita kvinnor som slavar till Egypten: de flesta kvinnliga haremsslavar i Egypten vid denna tidpunkt bestod av så kallade cirkassiska skönheter från Kaukasus eller Georgien.  Importen av manliga slavar från Sudan till soldater, ämbetsmän och eunucker, och av kvinnliga slavar från Kaukasus till harmesslavar var de två huvudsakliga kategorierna av slavar i Egypten, och därmed hade dessa två förbud i praktiken underminerat slaveriet som institution i Egypten. Slaveriet som sådant blev dock inte förbjudet, men ett lag infördes som förbjöd slavägare att sälja existerande slavar, och garanterade slavar rätten att ansöka hos myndigheterna om att bli frigivna.
De nya lagarna var länge en pappersprodukt, då den egyptiska överklassen hade attityden att särskilt haremslaveriet var en privat angelägenhet som lagarna inte borde lägga sig i, och då haremen var avskilda platser gick de heller inte att kontrollera. Khediven själv köpte sex vita kvinnor till sitt harem 1894 trots att detta då formellt var förbjudet, och hans mor uppges ha ägt sextio slavar så sent som 1931.  Med tiden började dock slaveriet även i praktiken krympa bort i Egypten, och överklassfamiljers vana att ha slavar i hushållet föll ur modet efter första världskriget, då haremen som sådana blev omoderna i Egypten, när egyptiska överklasskvinnor under 1920- och 30-talen började delta i samhällslivet.